# Pinang Mancung
Pinang Mancung is een bestuurslaag in het regentschap Tebing Tinggi van de provincie Noord-Sumatra, Indonesië. Pinang Mancung telt 4118 inwoners (volkstelling 2010).